# Затышенка
Затышенка (каз. Затышен) — село в Фёдоровском районе Костанайской области Казахстана. Входит в состав Фёдоровского сельского округа. Код КАТО — 396843500.
К западу от села находится озеро Жаксыжарколь.

## Население
В 1999 году население села составляло 180 человек (96 мужчин и 84 женщины). По данным переписи 2009 года, в селе проживало 89 человек (44 мужчины и 45 женщин). По данным переписи 2021 года, в селе проживало 57 человек (28 мужчин и 29 женщин).